# Robert Pensch
Robert Pensch (Laa an der Thaya, 25 mei 1881 – Wenen, 29 mei 1940) was een Oostenrijks componist, muziekpedagoog en organist.

## Levensloop
Pensch studeerde aan de Lehrerbildungsanstalt te Krems an der Donau en behaalde aldaar zijn diploma's. Vanaf 1900 werkte hij als leraar in Wenen. Van 1900 tot 1902 studeerde hij aan de Universität für Musik und darstellende Kunst Wien in Wenen bij Robert Fuchs (compositie) en Josef Volckner (orgel). Hij heeft grote verdiensten met zijn inzet voor het koren in Oostenrijk. In 1925 werd hij tot professor benoemd. 
In zijn geboortestad Laa an der Thaya vond in 1928 het grote "Landesmusikfest der Kapellmeisterunion" plaats, het was de voorloper van de Niederösterreichischer Blasmusikverband. Voor dit festijn componeerde hij de mars Frisch auf, die ook tegenwoordig nog tot het repertoire van de harmonieorkesten in Oostenrijk telt. 
In zijn geboortestad is de "Robert-Pensch-Gasse" naar hem benoemd.

## Composities

### Werken voor harmonieorkest
- Frisch auf (1er Schützen Marsch), mars
- Vorbei, treurmars
- Weekend, mars